# El Cantón, Jalisco
El Cantón är en ort i Mexiko.   Den ligger i kommunen Puerto Vallarta och delstaten Jalisco, i den centrala delen av landet, 600 km väster om huvudstaden Mexico City. El Cantón ligger 37 meter över havet och antalet invånare är 339.
Terrängen runt El Cantón är platt åt nordväst, men åt sydost är den kuperad. Runt El Cantón är det tätbefolkat, med 319 invånare per kvadratkilometer. Närmaste större samhälle är Puerto Vallarta, 14,9 km söder om El Cantón. I omgivningarna runt El Cantón växer i huvudsak lövfällande lövskog.